# سلیمان‌هویوغو (گول‌آغاچ)
سلیمان‌هویوغو (به ترکی استانبولی: Süleymanhüyüğü) یک منطقهٔ مسکونی در ترکیه است که در گول‌آغاچ واقع شده‌است.